# Kei Horie
Kei Horie (堀江 慶 Horie Kei?) es un actor, guionista, productor cinematográfico y director japonés nacido en Tokio el 4 de octubre de 1978.

## Filmografía

### Actor
- Ai no Sorea (2004)
- Jisatsu Manyuaru (2003)
- Ju-on: The Grudge 2 (2003)
- Hyakujū Sentai Gaoranger (2001-2002)
- Gamera 3: Jyashin Iris Kakusei (1999)

### Director
- Taga Kokoro Nimo Ryu wa Nemuru (2005)
- Veronika wa Shinukoto ni Shita (2004)
- Kisu to Kizu (2004)
- Shibuya Kaidan 2 (2004)
- Shibuya Kaidan (2003)
- Glowing, Growing (2001)

### Guionista
- Life on the Longboard (2005)